# 七星岩牌坊
七星岩牌坊位于广东省肇庆市端州区端州五路与天宁北路交汇处，建成于1959年，属于国家5A级旅游景区——肇庆星湖旅游景区的一部分。2010年12月31日公布为第五批肇庆市文物保护单位。
七星岩牌坊坐北向南，为钢筋混凝土仿古建筑。牌坊高12米，宽17.5米，四柱三间，花篮形柱础。四根大圆柱饰以朱红，仿歇山顶，上盖琉璃瓦，飘出的檐角饰以蹲狮，檐下饰五彩花纹图案。中门上方，镶嵌着朱德于1959年手书的“七星岩”三个大字。